# Pescadera
La escultura urbana conocida por el nombre Pescadera, ubicada en la plaza Trascorrales, en la ciudad de Oviedo, Principado de Asturias, España, es una de las más de un centenar que adornan las calles de la mencionada ciudad española.
El paisaje urbano de esta ciudad se ve adornado por obras escultóricas, generalmente monumentos conmemorativos dedicados a personajes de especial relevancia en un primer momento, y más puramente artísticas desde finales del siglo XX.
La escultura, hecha en bronce, es obra de Sebastián Miranda, y está datada su inauguración en 2005. Es una reproducción, en bronce fundido a la cera perdida, de una obra de menor tamaño que era una de las diez esculturas que conformaban un lote de esculturas de Sebastián Miranda adquirido por el Ayuntamiento de Oviedo. La copia en escayola se realizó después de morir su autor.
La obra está dedicada a Saturnina Requejo, "la Cachucha", una mujer de Cimadevilla que aparece también en el “Retablo del Mar” obra igualmente de Sebastián Miranda, que se encuentra en el Museo Casa Natal de Jovellanos en Gijón; el monumento también se conoce como “Lola” o “Mujer pescadora”.